# Melissa Sue Anderson
Melissa Sue Anderson (Berkeley, 26 settembre 1962) è un'attrice statunitense naturalizzata canadese, celebre per aver interpretato il ruolo di Mary Ingalls, la sorella maggiore di Laura Ingalls, nella serie televisiva statunitense La casa nella prateria, prodotta dal 1974 al 1983, e tratta, appunto, dai racconti autobiografici di Laura Ingalls Wilder.

## Biografia

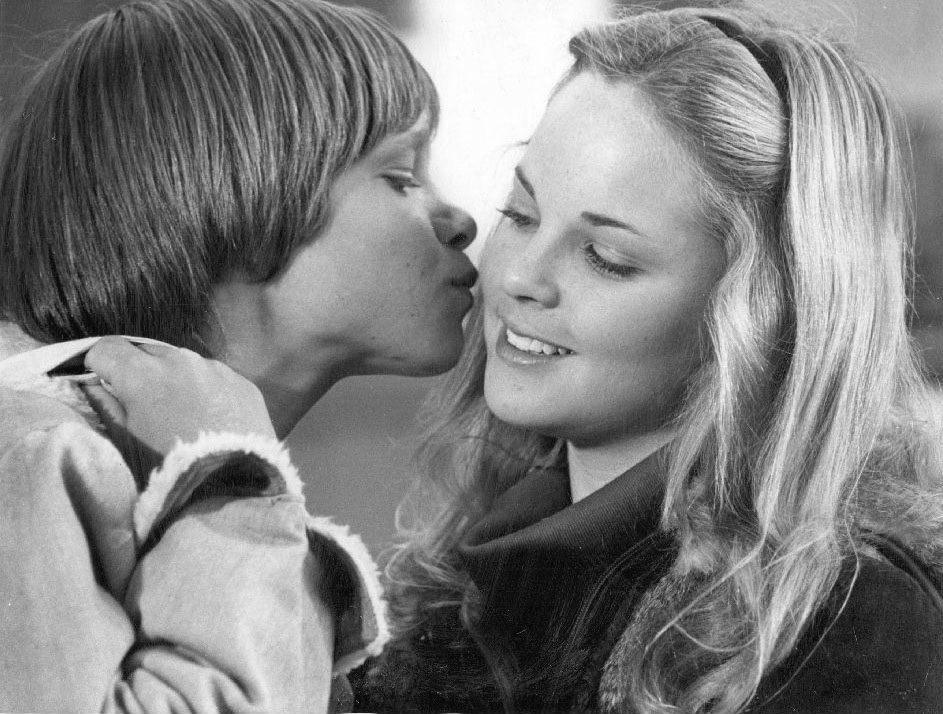
Melissa Sue Anderson con Lance Kerwin nella serie James (1977)

Melissa Sue Anderson è nata il 26 settembre 1962 a Berkeley, California, da James e Marion Anderson. Ha una sorella maggiore, Maureen, di dodici anni più grande di lei. Quando Melissa aveva sette anni, si trasferì con la famiglia dalla San Francisco Bay Area a Los Angeles. I suoi genitori divorziarono quando aveva tredici anni, e in seguito è stata cresciuta dalla madre.
La carriera della Anderson nel mondo dello spettacolo cominciò quando un'insegnante di danza invitò i suoi genitori a trovarle un agente. Dopo essere apparsa in alcuni spot pubblicitari per la Mattel e la Sears, cominciò ad essere selezionata per interpretare ruoli televisivi. La sua prima apparizione avvenne in un episodio del 1972 di Vita da strega. Nello stesso anno interpretò la parte di Millicent in un episodio di La famiglia Brady e apparve in una puntata di Shaft.

### La casa nella prateria
All'età di undici anni, ottenne il ruolo di Mary Ingalls in La casa nella prateria, che ricoprì per ben otto stagioni, dal 1974 al 1981. Nel 1976, lo stesso Michael Landon le chiese di interpretare il ruolo di Nancy Rizzi, la prima ragazza di John Curtis (interpretato da Lance Kerwin), nel film autobiografico In corsa verso la vita (The Loneliest Runner). Nel 1977, interpretò ancora il medesimo ruolo nella prima puntata della serie James. Nel 1978, la Anderson ottenne una candidatura ai Primetime Emmy Award nella categoria "migliore attrice protagonista in una serie drammatica" per il suo ruolo ne La casa nella prateria, e vinse l'Emmy Award per la sua interpretazione in ABC Afterschool Specials nel 1979. Nello stesso anno vestì i panni di Dana Lee Gilbert nel film televisivo della CBS Survival of Dana. Nel 1980, vinse il premio spagnolo TP de Oro come "migliore attrice straniera" per il suo ruolo ne La casa nella prateria. Nel 1981, ottenne una candidatura allo Young Artist Award per la sua interpretazione nel film horror canadese Compleanno di sangue.
Durante tutto il periodo de La casa nella prateria, l'attrice non intraprese rapporti informali e cordiali di amicizia con il resto del cast degli attori, soprattutto con la sorella nella finzione, l'attrice Melissa Gilbert. Questi ultimi, in seguito, raccontarono, infatti, più o meno la stessa versione, ovvero che la Anderson, durante le giornate di registrazione, rimaneva pressoché fredda e distaccata nei rapporti con loro, poiché subiva una certa iperprotettività da parte della madre.

### Dopo La casa nella prateria
Dopo il 1983, la Anderson recitò ancora in altre serie televisive, come Un giustiziere a New York, Alfred Hitchcock presenta, CHiPs e La signora in giallo, e fu la produttrice associata dell'ultimo progetto televisivo di Michael Landon realizzato prima di morire: La casa dei piccioni viaggiatori (Where Pigeons Go to Die), del 1990.

## Filmografia

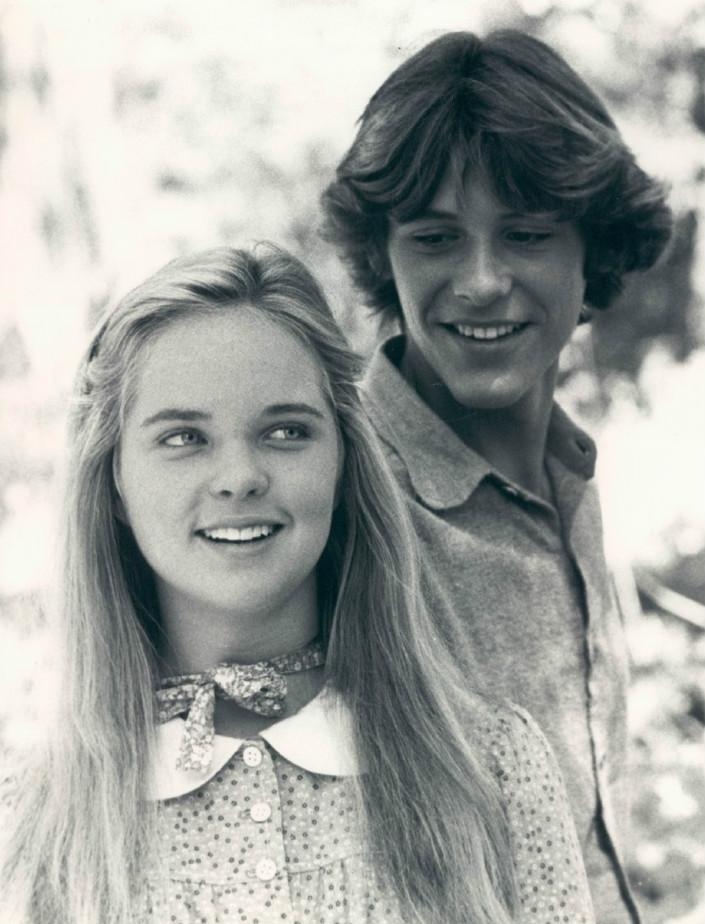
Melissa Sue Anderson con Radames Pera sul set de La casa nella prateria

### Attrice

#### Cinema
- Compleanno di sangue (Happy Birthday to Me), regia di J. Lee Thompson (1981)
- Goma-2 (Killing Machine), regia di José Antonio de la Loma (1984)
- Chattanooga Choo Choo, regia di Bruce Bilson (1984)
- Il club dei suicidi (The Suicide Club), regia di James Bruce (1988)
- Far North, estremo Nord (Far North), regia di Sam Shepard (1988)
- Looking Your Best, regia di Michael Westmore (1989)
- Zombie news (Dead Men Don't Die), regia di Malcolm Marmorstein (1990)
- Manuel, le fils emprunté, regia di François Labonté (1991)
- Killer Lady, regia di Ren Jie Cheung (1995)
- Crazy Eights, regia di Jimi Jones (2006)
- Marker 187, regia di Chaz Fatur e Jean-Paul Hellendall – cortometraggio (2010)
- Veronica Mars - Il film (Veronica Mars), regia di Rob Thomas (2014)

#### Televisione
- Vita da strega (Bewitched) – serie TV, episodio 8x20 (1972)
- La famiglia Brady (The Brady Bunch) – serie TV, episodio 5x04 (1973)
- Shaft – serie TV, episodio 1x01 (1973)
- The Loneliest Runner – film TV (1976)
- James (James at 15) – serie TV, episodio 1x01 (1977)
- The Hanna-Barbera Happy Hour – serie TV, episodio 1x02 (1978)
- Survival of Dana (On the Edge: The Survival of Dana) – film TV (1979)
- CHiPs – serie TV, episodio 3x02 (1979)
- ABC Afterschool Specials – serie TV, episodi 5x06-8x01 (1977-1979)
- A New Kind of Family – serie TV, episodio 1x04 (1979)
- Little House Years – film TV (1979)
- Fantasilandia (Fantasy Island) – serie TV, episodio 3x16 (1980)
- Insight – serie TV, 1 episodio (1980)
- Midnight Offerings – film TV (1981)
- Advice to the Lovelorn – film TV (1981)
- La casa nella prateria (Little House on the Prairie) – serie TV, 163 episodi (1974-1981)
- An Innocent Love – film TV (1982)
- That's TV – film TV (1982)
- First Affair – film TV (1983)
- L'Uomo Ragno e i suoi fantastici amici (Spider-Man and His Amazing Friends) – serie TV animata, episodi 2x01-3x07 (1982-1983) (voce)
- Detective per amore (Finder of Lost Loves) – serie TV, episodio 1x01 (1984)
- La signora in giallo (Murder, She Wrote) – serie TV, episodio 1x03 (1984)
- Glitter – serie TV, episodio 1x05 (1984)
- Hotel – serie TV, episodi 1x22-3x03 (1984-1985)
- Love Boat (The Love Boat) – serie TV, 5 episodi (1978-1986)
- Dark Mansions – film TV (1986)
- Un giustiziere a New York (The Equalizer) – serie TV, 4 episodi (1987-1988)
- Memories of Manon – film TV (1989)
- Alfred Hitchcock presenta (Alfred Hitchcock Presents) – serie TV, episodi 3x01-4x08 (1988-1989)
- The Return of Sam McCloud – film TV (1989)
- La legge di Burke (Burke's Law) – serie TV, episodio 1x06 (1994)
- Insuperabili X-Men (X-Men) – serie TV, episodi 2x05-3x07 (1993-1994) - voce
- 1999 - Terremoto a New York (Earthquake in New York) – film TV (1998)
- Partners – serie TV, episodi 1x02-1x04-1x05 (1999)
- Thin Ice – film TV (2000)
- Apocalypse - L'apocalisse (10.5: Apocalypse), regia di John Lafia – miniserie TV (2006)
- Marco Polo, regia di Kevin Connor – miniserie TV (2007)

### Se stessa
- A Different Approach, regia di Fern Field – cortometraggio (1978)
- 625 líneas – serie TV, 1 episodio (1979)
- Where Have All the Children Gone – film TV (1980)
- All-Star Salute to Mother's Day – film TV (1981)
- Hollywood's Children – film TV (1982)
- The Joy of Natural Childbirth, regia di John Philip Dayton (1985)
- Sex Symbols; Past, Present and Future – documentario (1987)
- Circus of the Stars#14 – documentario (1989)
- Michael Landon – documentario (1997)
- Intimate Portrait – serie TV, 1 episodio (1998)
- The 70s: The Decade That Changed Television – documentario (2000)
- Celebrity Profile – documentario (2000)
- Biography – documentario (2001)
- El informal – serie TV, 1 episodio (2001)
- Intimate Portrait – documentario (2002)
- Sagas: Melissa Sue Anderson – documentario (2002)
- Favorite Stars: Then & Now – documentario (2003)
- Dickie Roberts - Ex Piccola Star, regia di Sam Weisman (2003)
- E! True Hollywood Story – documentario (1997-2004)
- Biography for Kids – documentario (2004)
- The Ultimate Hollywood Blonde – miniserie TV (2004)
- Ciclo Alfred Hitchcock – serie TV, episodi 1x09-1x21 (2005)
- ¿Cómo están ustedes? – film TV (2006)
- Corazón, corazón – serie TV, 1 episodio (2006)
- A Little House Conversation – documentario (2006)
- Going to Pieces: The Rise and Fall of the Slasher Film – documentario (2006)
- I Love the '70s: Volume 2 – serie TV (2006)
- Inside Edition – documentario (2010)

### Produttrice
- Where Pigeons Go to Die, regia di Michael Landon – film TV (1990)

## Riconoscimenti
- Young Hollywood Hall of Fame (1970's)